# Oryzomys seuanezi
Oryzomys seuanezi é um roedor encontrado nas áreas de Mata Atlântica, no Brasil. Seu nome científico é uma homenagem ao geneticista brasileiro-urugauio Héctor Seuánez.